# 12月12日
12月12日是公历一年中的第346天（闰年第347天），离全年结束还有19天。

## 大事记

### 19世紀以前
- 617年：李渊的军队攻破隋朝的都城大兴城。
- 627年：在尼尼微之戰中，皇帝希拉克略統領的拜占庭軍隊在今伊拉克摩蘇爾附近擊敗了薩珊皇帝霍斯勞二世的軍隊。
- 884年：西法兰克王国国王卡洛曼二世去世，查理三世即位，法兰克王国短暂统一。
- 1574年：奥斯曼帝国穆拉德三世在塞利姆二世死後繼位為苏丹。
- 1642年：荷兰航海家亚伯·塔斯曼发现新西兰。
- 1787年：宾夕法尼亚州批准美国宪法，是第二个批准美国宪法的州。

### 19世紀
- 1804年：拿破崙戰爭：西班牙對英国宣戰。
- 1887年：土耳其向西方國家呼籲，要求調解同俄国的戰爭。
- 1897年：巴西第一個經規劃建設的城市美景市落成，取代歐魯普雷圖成為米納斯吉拉斯州首府。

### 20世紀
- 1901年：意大利发明家古列尔莫·马可尼的研究小组，在加拿大接收到从英国发送出来的第一个横跨大西洋的无线电信号。
- 1911年：德里取代加尔各答成为印度的首都。
- 1915年：中華民國大總統袁世凱宣布更改國號而將隔年訂為洪憲元年，準備就任中華帝國皇帝。
- 1925年：伊朗巴列維王朝建立。
- 1928年：國民黨政府與丹麥簽訂中丹友好通商條約。
- 1931年：國民黨政府公佈戶籍法，共132條。
- 1936年：國民革命軍將領張學良、楊虎城於西安挾持國民政府軍事委員會委員長蔣中正，要求其停止剿匪，立即抗日。
- 1941年：第二次世界大戰 ：珍珠港事件：匈牙利王國、羅馬尼亞王國、保加利亞王國和斯洛伐克第一共和國對美國宣戰。
- 1942年：第二次世界大战：納粹德國軍隊發起冬季風暴作戰，嘗試救出在史達林格勒戰役中遭包圍的軸心國軍隊。
- 1946年：中華民國派兵進駐西沙和南沙群岛。
- 1948年：唐山解放。 德國作曲家漢斯·維爾納·亨策（Hans Werner Henze）的小提琴協奏曲在巴登-巴登首演，其創作深受斯特拉文斯基和勳伯格的影響，代表作有舞劇《水精》、《瑪儂‧萊斯科》等
- 1949年：中华人民共和国根据《开罗宣言》和《波茨坦公告》宣布对南沙群岛的主权。
- 1963年：肯尼亚脱离英国统治，宣布独立，乔莫·肯雅塔就任第一任总统。
- 1966年：航海家吉切斯特創隻身遠航紀錄。
- 1973年：文化大革命：《北京日报》发表了《一个小学生的来信和日记摘抄》，并加长篇编者按语，掀起“破师道尊严”浪潮，是为黄帅事件。
- 1979年：韓國陸軍少將全斗煥發動軍事政變，逮捕與其不和的陸軍參謀總長鄭昇和，實質掌握韓國軍政權力。
- 1992年：印尼地震千人死亡。
- 1984年：美國天文学家观测到太阳系外第一颗行星。
- 1985年：美国101空降师士兵搭乘的艾罗航空1285号班机在加拿大纽芬兰岛起飞时坠毁，造成248人死亡。
- 1989年：香港政府首次執行當然遣返，將51名非自願返回越南的船民送返。
- 1994年：上海地鐵一號線開通。
- 1996年：印孟簽署分享恆河水條約。
- 1998年：歐盟首腦會議閉幕，透過《維也納歐洲戰略》。
- 2000年：美國最高法院在布什訴戈爾案中裁定，停止重新點算佛羅里達州總統選舉的選票，實際上使喬治·W·布希成為勝選者。

### 21世紀
- 2004年：索尼電腦娛樂的最新家用攜帶型遊戲機PlayStation Portable問世。
- 2006年：日本線上影片分享網站《NICONICO動畫（暫定版）》開放測試瀏覽。
- 2009年：香港奧運足球代表隊於2009年東亞運動會足球比賽決賽於互射十二碼階段擊敗日本國家足球隊，歷史性首次贏得國際性綜合體育項目冠軍。
- 2010年：中国首个极深地下实验室中国锦屏地下实验室投入使用。[1]
- 2010年：由包括复旦大学学生在内的18人组成的登山队在黄山迷路，黄山民警张宁海在搜救时殉职，而登山队员获救后态度冷漠，是为复旦黄山门事件或复旦十八驴事件。
- 2012年：北朝鲜成功发射光明星3号卫星。
- 2015年：联合国气候变化框架公约下的《巴黎协定》正式生效。
- 2020年：被中华民国国家通讯传播委员会裁定不获換照的中天新闻台正式停播，结束26年的电视广播历史。
- 2021年：在季末的阿布達比大獎賽中，馬克斯·維斯塔潘在最後一圈超越路易斯·漢米爾頓成為世界車手冠軍。

## 出生
- 1298年：阿爾布雷希特二世，奧地利及施蒂里亞公爵（1358年逝世）
- 1574年：丹麥的安娜，英格蘭王后（1619年逝世）
- 1731年：伊拉斯謨斯·達爾文，英國醫學家、詩人、發明家、植物學家與生理學家（1802年逝世）
- 1745年：約翰·傑伊，美國政治家、革命家、外交家、法學家（1829年逝世）
- 1766年：尼古拉·卡拉姆津，俄國作家、詩人、歷史學家和文學評論家（1826年逝世）
- 1786年：威廉·L·馬西，美國戰爭部長、國務卿（1857年逝世）
- 1791年：瑪麗·路易莎，法蘭西帝國皇帝拿破崙一世的第二任皇后（1847年逝世）
- 1799年：卡爾·布留洛夫，俄羅斯畫家（1852年逝世）
- 1801年：約翰一世，萨克森國王（1873年逝世）
- 1821年：福楼拜，法國現實主義作家（1880年逝世）
- 1832年：彼得·盧德維格·梅德爾·西羅，挪威數學家（1918年逝世）
- 1862年：約瑟夫·布魯斯·伊斯梅，英國航運業商人，白星航運董事長兼總經理，鐵達尼號生還者（1937年逝世）
- 1863年：愛德華·孟克，挪威表現主义晝家（1944年逝世）
- 1864年：柳生一義，日本銀行家，首任台灣銀行副總裁（1920年逝世）
- 1866年：阿爾弗雷德·維爾納，德國化學家，1913年諾貝爾化學獎得主（1919年逝世）
- 1875年：格特·馮·倫德施泰特，納粹德國元帥（1953年逝世）
- 1887年：库特·阿特伯格，瑞典作曲家（1974年逝世）
- 1893年：爱德華·羅宾遜，美國演員（1973年逝世）
- 1897年：多萝西·麦基宾，美國簿記員，曼哈頓計劃後勤人員（1985年逝世）
- 1903年：小津安二郎，日本電影導演（1963年逝世）
- 1907年：黃阿統，臺灣教育工作者，二二八事件受難者（卒年不詳）
- 1914年：派屈克·奥布萊恩，英國作家、翻譯家（2000年逝世）
- 1915年：法蘭克·辛納屈，美國演員、歌手（1998年逝世）
- 1918年：哈利·伊戈爾·安索夫，俄裔美國應用數學家（2002年逝世）
- 1919年：何塞·比利亚隆加·略伦特，西班牙足球教練（1973年逝世）
- 1922年：克利斯汀·多托蒙，比利時畫家、詩人，眼鏡蛇畫派（COBRA）發起人之一（1979年逝世）
- 1924年：郭利民，香港唱片騎師（2023年逝世）
- 1926年：陸增祺，香港紡織實業家
- 1927年：羅伯特·諾伊斯，美國仙童半導體公司、英特爾共同創辦人（1990年逝世）
- 1928年：欽吉斯·艾特瑪托夫，吉爾吉斯作家（2008年逝世）
- 1932年：秦郁彥，日本歷史學家
- 1932年：鲍勃·佩蒂特，美國NBA籃球運動員
- 1934年：米格爾·德拉馬德里，墨西哥政治人物，前任墨西哥總統（2012年逝世）
- 1935年：王正國，中國野戰外科學專家（2025年逝世）
- 1937年：康妮·弗朗西斯，美國流行歌手、女演員（2025年逝世）
- 1943年：E·珍·卡羅爾，美國記者、作家
- 1948年：馬塞洛·雷貝洛·德索薩，葡萄牙政治人物，現任葡萄牙總統
- 1949年：比·乃爾，英國男演員
- 1949年：羅思德，美國外交官
- 1949年：馬克·拉瓦盧馬納納，馬達加斯加政治人物，第9任馬達加斯加總統
- 1950年：朱延平，台灣電影導演
- 1950年：埃里克·马斯金，美國經濟學家，2007年諾貝爾經濟學獎得主
- 1951年：格雷格·李，美國NBA職業籃球運動員（2022年逝世）
- 1955年：扬娜·安耶洛普洛斯-扎斯卡拉基，希臘無任所大使
- 1957年:    顾长卫，中国电影导演
- 1959年：手代木功，日本企業家
- 1960年：吳廷燁，香港男演員
- 1960年：李璟榮，韓國男演員
- 1960年：梵志登，荷蘭指揮家、小提琴家
- 1961年：布雷克·法蘭索德，美國政治人物（2025年逝世）
- 1962年：崔西·奧斯丁，美國女子網球運動員
- 1962年：鄭敬基，香港男演員、歌手及網絡評論員
- 1963年：折笠愛，日本女性聲優
- 1963年：胡安·卡洛斯·瓦雷拉，巴拿馬政治人物，第50任巴拿馬總統
- 1968年：上遠野浩平，日本小說家
- 1969年：蘇菲·金索拉，英國作家
- 1970年：唐從聖，台灣演員
- 1970年：，美國女演員
- 1970年：，美國女演員
- 1972年：威爾遜·基普凱特，丹麥田徑運動員
- 1973年：謝家華，台灣裔美國網路企業家與創業投資家
- 1973年：黃征，中國歌手
- 1974年：鄭雪兒，香港演員
- 1975年：桑島法子，日本女性聲優
- 1975年：馬伊姆·拜力克，猶太裔美國電視演員、神經科學家、親密育兒法支持者
- 1976年：瀨户朝香，日本女演員
- 1977年：楊謹華，台灣演員
- 1977年：陳智燊，香港演員、主持人
- 1977年:   宫本真希，日本女演员。
- 1977年：奥蘭多·哈德森，美國職棒大聯盟聖地牙哥教士二壘手
- 1981年：史提芬·禾洛克，英格蘭足球運動員
- 1982年：加藤愛，日本女演員、模特兒
- 1982年：德米特里·圖爾蘇諾夫，俄羅斯職業網球運動員
- 1984年：戴夢夢，香港女歌手
- 1984年：袁婭維，中國女歌手
- 1984年：平愛梨，日本女演員
- 1984年：丹尼爾·阿格，丹麥足球員
- 1985年：貫地谷栞，日本女演員
- 1986年：日高光啓，日本藝人
- 1986年：胡曉芳，台灣演員
- 1986年：末吉秀太，日本歌手、舞蹈員、偶像團體AAA成員
- 1986年：李居麗，韓國女子偶像團體T-ara成員
- 1988年：咸恩靜，韓國女子偶像團體T-ara成員
- 1988年：穎兒，中國演員
- 1990年：勝利，韓國男子偶像團體BIGBANG成員
- 1990年：維克托·莫塞斯，奈及利亞足球運動員
- 1992年：陳若琳，中國女子跳水運動員
- 1992年：吳瑶，中國女藝人
- 1992年：代蓮曦丹美，香港女演員、模特兒
- 1994年：林羿禎，台灣模特兒、藝人、網絡紅人
- 1997年：陳晨威，臺灣職業棒球運動員
- 1997年：劉雋，馬來西亞歌手、編舞師，中國男子偶像團體IXFORM成員
- 2001年：李受珍，韓國女子偶像團體Weeekly成員
- 2001年：，英格蘭職業足球運動員
- 2002年：馬嘉祺，中國男子偶像團體時代少年團隊長
- 生年不詳：石黑史剛，日本男性聲優
- 生年不詳：春日櫻，日本女性聲優

## 逝世
- 839年：查理三世，綽號胖子查理，加洛林王朝的東法蘭克國王，西法蘭克國王和法蘭克皇帝。（約839年出生）
- 882年：卡洛曼二世，加洛林王朝的西法蘭克國王，與兄路易三世一同成為西法蘭克的國王，二王共治。（約866年或867年出生）
- 1481年：一休宗純，日本僧人、詩人、書法家、畫家（1394年出生）
- 1586年：巴托里·斯特凡，波蘭國王（1533年出生）
- 1843年：威廉一世，尼德蘭國王（1772年出生）
- 1867年：中岡慎太郎，日本幕末維新志士（1838年出生）
- 1889年：羅勃特·白朗寧，英國詩人、劇作家（1812年出生）
- 1905年：任結·卡珞利谷，斯卡羅君主（1854年出生）
- 1921年：亨丽爱塔·勒维特，美国天文学家（1868年出生）
- 1927年：朴泳，朝鮮獨立運動家（1887年出生）
- 1927年：张太雷，中国共产党黨員，廣州暴動指揮者之一（1898年出生）
- 1939年：道格拉斯·费尔班克斯，好莱坞电影明星
- 1963年：小津安二郎，日本電影導演（1903年出生）
- 1966年：吴玉章，中国教育家（1878年出生）
- 1978年：鹿間時夫，日本古生物學家（1912年出生）
- 1980年：花郁悠紀子，日本漫畫家，後24年組之一（1954年出生）
- 1989年：王粵生，香港粵樂作曲家（1919年出生）
- 1997年：葉夫根尼·蘭迪斯，蘇聯數學家（1921年出生）
- 1999年：威爾特·張伯倫，美國NBA籃球員（1936年出生）
- 2003年：盖达尔·阿利耶夫，阿塞拜疆前总理（1923年出生）
- 2007年：衞藤瀋吉，日本國際政治學者（1923年出生）
- 2013年：張成澤，曾任朝鮮黨政軍多項要職，現任領導人金正恩的姑丈，遭處決（1946年出生）
- 2020年：傑克·施泰因貝格爾，德國裔美國物理學家，1962年諾貝爾物理學獎得主（1921年出生）
- 2021年：保萊阿斯·馬塔內，巴布亞紐幾內亞政治家，第8任巴布亞紐幾內亞總督（1931年出生）
- 2022年：鄭鴻標，馬來西亞企業家，大眾銀行創始人（1930年出生）
- 2022年：米羅斯瓦夫·赫爾曼謝夫斯基，波蘭太空人（1941年出生）
- 2023年：巽房，日本超級人瑞（1907年出生）
- 2023年：林超榮，香港傳媒人、電影編劇（1961年出生）
- 2024年：李天羽，中華民國空軍一級上將（1946年出生）

## 节假日和习俗
- 瓜達露佩聖母瞻禮
- 日本：汉字日
- 俄羅斯：憲法日
- ：賈姆胡里日（英语：Jamhuri Day）
- ：中立日／青年大學生日
- 联合国，国际中立日